# Estimació Bayesiana recursiva
En teoria de probabilitats, estadístiques i aprenentatge automàtic, l'estimació bayesiana recursiva, també coneguda com a filtre de Bayes, és un enfocament probabilístic general per estimar una funció de densitat de probabilitat desconeguda (PDF) de manera recursiva al llarg del temps utilitzant mesures entrants i un model de procés matemàtic. El procés es basa en gran manera en conceptes i models matemàtics que es teoritzen dins d'un estudi de probabilitats anteriors i posteriors conegut com a estadística bayesiana.

## En robòtica
Un filtre de Bayes és un algorisme utilitzat en informàtica per calcular les probabilitats de múltiples creences per permetre a un robot inferir la seva posició i orientació. Essencialment, els filtres de Bayes permeten als robots actualitzar contínuament la seva posició més probable dins d'un sistema de coordenades, basant-se en les dades del sensor adquirides més recentment. Aquest és un algorisme recursiu. Consta de dues parts: predicció i innovació. Si les variables es distribueixen normalment i les transicions són lineals, el filtre de Bayes esdevé igual al filtre de Kalman.
En un exemple senzill, un robot que es mou per una xarxa pot tenir diversos sensors diferents que li proporcionen informació sobre el seu entorn. El robot pot començar amb certesa que està a la posició (0,0). Tanmateix, a mesura que s'allunya cada cop més de la seva posició original, el robot té contínuament menys certesa sobre la seva posició; utilitzant un filtre Bayes, es pot assignar una probabilitat a la creença del robot sobre la seva posició actual, i aquesta probabilitat es pot actualitzar contínuament a partir d'informació addicional del sensor.

## Model
Les mesures {\displaystyle z} són les manifestacions d'un model de Markov ocult (HMM), que significa l'estat real {\displaystyle x} se suposa que és un procés de Markov no observat. La imatge següent presenta una xarxa bayesiana d'un HMM.
A causa del supòsit de Markov, la probabilitat de l'estat real actual donat l'immediat anterior és condicionalment independent dels altres estats anteriors.
{\displaystyle p({\textbf {x}}_{k}|{\textbf {x}}_{k-1},{\textbf {x}}_{k-2},\dots ,{\textbf {x}}_{0})=p({\textbf {x}}_{k}|{\textbf {x}}_{k-1})}
De la mateixa manera, la mesura en el k -è pas de temps depèn només de l'estat actual, de manera que és condicionalment independent de tots els altres estats donat l'estat actual.
{\displaystyle p({\textbf {z}}_{k}|{\textbf {x}}_{k},{\textbf {x}}_{k-1},\dots ,{\textbf {x}}_{0})=p({\textbf {z}}_{k}|{\textbf {x}}_{k})}
Utilitzant aquests supòsits, la distribució de probabilitat sobre tots els estats de l'HMM es pot escriure simplement com
{\displaystyle p({\textbf {x}}_{0},\dots ,{\textbf {x}}_{k},{\textbf {z}}_{1},\dots ,{\textbf {z}}_{k})=p({\textbf {x}}_{0})\prod _{i=1}^{k}p({\textbf {z}}_{i}|{\textbf {x}}_{i})p({\textbf {x}}_{i}|{\textbf {x}}_{i-1}).}

## Aplicacions
- Filtre de Kalman, un filtre bayesià recursiu per a distribucions normals multivariables
- Filtre de partícules, una tècnica seqüencial basada en Monte Carlo (SMC), que modela el PDF mitjançant un conjunt de punts discrets
- Estimadors basats en graella, que subdivideixen el PDF en una graella discreta determinista